# 앤서트 화이트
앤서트 화이트(영어: Annsert Whyte, 1987년 4월 10일 ~ )는 자메이카의 육상 선수로, 2015년 세계 육상 선수권 대회에 400미터 허들 주자로 출전한다.